# 래드클리프 선
래드클리프 선은 인도의 분할 시 펀자브 및 벵골 지방을 위해 두 개의 경계 위원회에 의해 획정된 경계선이다. 이 선은 두 경계 위원회의 공동 의장으로서 8,800만 명의 인구가 거주하는 175,000 제곱마일 (450,000 km2)의 영토를 공평하게 분할할 궁극적인 책임이 있었던 시릴 래드클리프의 이름을 따서 명명되었다.
"래드클리프 선"이라는 용어는 때때로 인도와 파키스탄 사이의 전체 경계선을 지칭하는 데 사용되기도 한다. 그러나 펀자브와 벵골 이외의 지역에서는 경계선이 기존의 지방 경계선으로 구성되어 있었으며 래드클리프 위원회와는 아무런 관련이 없었다.
경계선은 파키스탄과 인도가 독립한 지 이틀 후인 1947년 8월 17일에 발표되었다. 오늘날 이 선의 펀자브 부분은 인도-파키스탄 국경의 일부이며, 벵골 부분은 방글라데시-인도 국경의 역할을 한다.

## 배경

### 래드클리프 경계 위원회 이전의 사건들

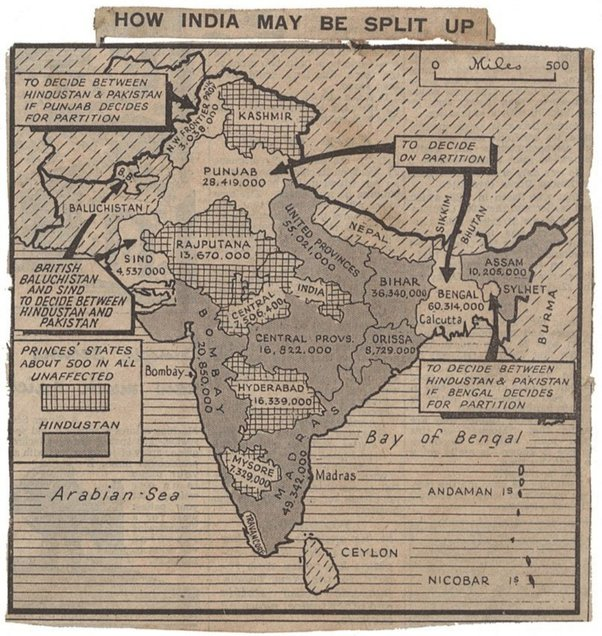
분할의 전체적인 틀을 보여주는 지도. 데일리 헤럴드 신문, 1947년 6월 4일.

1947년 7월 18일, 영국 의회의 1947년 인도 독립법은 영국령 인도의 통치가 한 달 후인 1947년 8월 15일에 종료될 것이라고 규정했다. 이 법은 또한 영국령 인도를 인도와 파키스탄이라는 두 개의 새로운 주권 자치령으로 분할할 것을 규정했다.
파키스탄은 무슬림의 고향으로 의도되었고, 인도는 세속주의 국가로 남았다. 북서부의 무슬림 다수 영국령 지방은 파키스탄의 기반이 될 예정이었다. 발루치스탄 (분할 전 무슬림 91.8%)과 신드 (72.7%) 및 북서 변경주는 전적으로 파키스탄 영토가 되었다. 그러나 두 지방은 압도적인 무슬림 다수를 이루지 못했다 – 북서부의 펀자브 (무슬림 55.7%)와 북동부의 벵골 (무슬림 54.4%). 상세한 논의 끝에 이 두 지방은 결국 인도와 파키스탄 사이에 분할되었다.
펀자브의 인구 분포는 힌두인, 무슬림, 시크교를 깔끔하게 나눌 수 있는 선이 없었다. 마찬가지로 진나가 이끄는 전인도 무슬림 연맹과 자와할랄 네루와 발라브바이 파텔이 이끄는 인도 국민회의 모두를 만족시킬 수 있는 선은 없었다. 게다가 종교 공동체를 기반으로 한 어떤 분할도 "도로와 철도 통신, 관개 시스템, 전력 시스템, 심지어 개별 토지 소유권까지도 잘라내는 것"을 수반할 것이 확실했다.

### 분할에 대한 이전의 아이디어들
벵골과 펀자브 지방을 분할하려는 아이디어는 20세기 초부터 존재했다. 벵골은 사실 1905년에 당시 총독 커즌 경에 의해 인접 지역과 함께 분할되었다. 그 결과 다카를 수도로 하는 '동벵골 및 아삼' 지방은 무슬림 다수였고, 콜카타를 수도로 하는 '서벵골' 지방은 힌두교도 다수였다. 그러나 벵골의 이러한 분할은 벵골 민족주의를 완화하려는 노력으로 1911년에 철회되었다.
펀자브 분할에 대한 제안은 1908년부터 나왔다. 그 지지자로는 힌두교 지도자 바이 파르마난드, 의회 지도자 라라 라즈파트 라이, 산업가 G. D. 비를라, 그리고 다양한 시크교 지도자들이 있었다. 1940년 파키스탄을 요구하는 무슬림 연맹의 라호르 결의 이후, 빔라오 람지 암베드카르는 '파키스탄에 대한 생각'이라는 제목의 400쪽짜리 논문을 썼다. 이 논문에서 그는 펀자브와 벵골의 무슬림 및 비무슬림 지역의 경계에 대해 논의했다. 그의 계산에 따르면 펀자브 서부 16개 지역에는 무슬림이 다수였고, 동부 13개 지역에는 비무슬림이 다수였다. 벵골에서는 15개 지역에 비무슬림이 다수임을 보여주었다. 그는 무슬림들이 지방 경계를 다시 그리는 것에 대해 아무런 이의를 제기할 수 없을 것이라고 생각했다. 만약 그들이 이의를 제기한다면, "그들은 자신들의 요구의 본질을 이해하지 못하는 것"이었다.

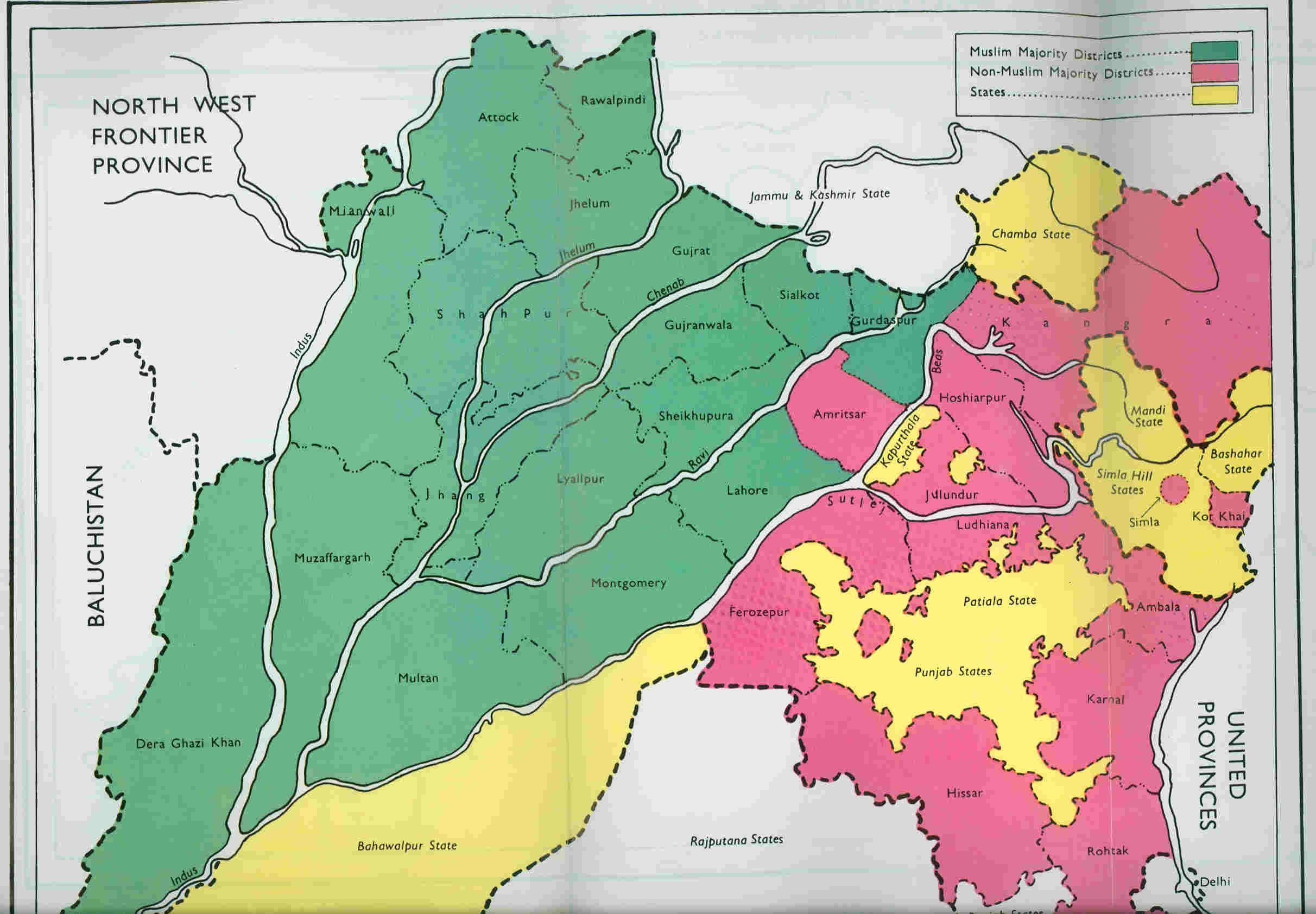
1941년 인구 조사에 따른 펀자브 지역의 무슬림 (녹색) 및 비무슬림 (분홍색) 다수 지역

1945년 총독 웨이벌 경의 심라 회담이 결렬된 후, 파키스탄에 대한 아이디어가 진지하게 고려되기 시작했다. 총독의 개인 비서였던 에번 젠킨스 경 (후에 펀자브 주지사)은 '파키스탄과 펀자브'라는 제목의 각서를 작성하여 펀자브 분할을 둘러싼 문제들을 논의했다. 당시 비카네르 왕국의 총리였던 K. M. 파니카르는 총독에게 '인도의 다음 단계'라는 제목의 각서를 보냈는데, 여기서 그는 '무슬림 고향'의 원칙을 인정하되 힌두교도와 시크교도의 요구를 충족시키기 위해 두 지방의 영토 조정을 권고했다. 이러한 논의를 바탕으로 총독은 '파키스탄 이론'에 대한 메모를 인도 국무장관에게 보냈다. 총독은 국무장관에게 진나는 벵골과 펀자브의 전체 지방이 사소한 조정만을 거쳐 파키스탄에 편입되기를 구상하고 있었던 반면, 의회는 이 지방의 거의 절반이 인도에 남을 것으로 예상하고 있었다고 통보했다. 이는 본질적으로 분할 문제를 구성하는 것이었다.
국무장관은 웨이벌 경에게 '진정한 무슬림 지역을 정의하기 위한 실제 제안'을 보내도록 지시했다. 이 임무는 개혁 위원인 V. P. 메논과 그의 동료인 개혁청의 B. N. 라우 경에게 주어졌다. 그들은 '파키스탄 지역 획정'이라는 메모를 작성하여 펀자브 서부 3개 사단 (라왈핀디, 물탄, 라호르)을 파키스탄에 포함시키고, 펀자브 동부 2개 사단을 인도에 남겼다 (줄룬두르, 델리). 그러나 그들은 이 할당으로 파키스탄 지역에 220만 명의 시크교도와 인도에 약 150만 명의 시크교도가 남게 될 것이라고 언급했다. 라호르 사단의 암리차르와 구르다스푸르 지구를 파키스탄에서 제외하면 대부분의 시크교도가 인도에 있게 된다. (암리차르는 비무슬림 다수였고 구르다스푸르는 미미한 무슬림 다수였다.) 구르다스푸르 지구 제외를 보상하기 위해, 그들은 디나즈푸르 지구 전체를 파키스탄 동부 지역에 포함시켰는데, 이 역시 미미한 무슬림 다수였다. 내무 담당 행정 위원회 위원인 존 손의 의견을 받은 웨이벌은 이 제안을 국무장관에게 전달했다. 그는 시크교도들에게 신성한 암리차르 지구의 제외와 '지리적 이유'로 암리차르와 함께 가야 하는 구르다스푸르 지구의 제외를 정당화했다. 국무장관은 이 제안을 칭찬하고 인도 및 버마 위원회에 전달하면서, "총독이 제안하는 것보다 더 나은 분할은 없을 것이라고 생각한다"고 말했다.

### 시크교도의 우려
시크교 지도자인 마스터 타라 싱은 펀자브의 어떤 분할도 시크교도를 파키스탄과 인도 사이에 나누어 놓을 것이라는 점을 알 수 있었다. 그는 자력갱생의 원칙을 옹호하고 인도 분할에 반대했으며 어떤 단일 종교 공동체도 펀자브를 통제해서는 안 된다는 이유로 독립을 요구했다. 다른 시크교도들은 무슬림이 힌두교의 지배를 두려워하는 것처럼 시크교도 또한 무슬림의 지배를 두려워한다고 주장했다. 시크교도들은 파키스탄이 강요될 경우 영국군 시크교 부대의 사기에 영향을 미칠 것이라고 영국 정부에 경고했다. 갸니 카르타르 싱은 인도가 분할될 경우 별도의 시크교 국가 계획을 초안했다.</ref>
분할 과정에서 진나는 시크교도들에게 그들의 권리를 보호하면서 파키스탄에 거주할 것을 제안했다. 시크교도들은 파키스탄의 개념에 반대했고, 또한 무슬림 다수 내에서 소수가 되는 것을 원하지 않았기 때문에 거부했다. 비르 싱 바티는 분리된 시크교 국가 "칼리스탄" 건설을 위한 팸플릿을 배포했다. 마스터 타라 싱은 독립적인 칼리스탄이 힌두스탄이나 파키스탄과 연방을 구성할 권리를 원했다. 그러나 제안된 시크교 국가는 어떤 종교도 절대 다수를 이루지 않는 지역을 위한 것이었다. 독립적인 시크교 국가를 위한 협상은 제2차 세계 대전 말에 시작되었고 영국은 처음에 동의했지만 시크교도들은 인도 민족주의자들의 압력으로 이 요구를 철회했다. 내각 임무 계획의 제안은 시크교도들에게 심각한 충격을 주었다. 의회와 리그 모두 만족할 수 있었지만 시크교도들은 자신들을 위해 아무것도 없다고 생각했다. 그들은 무슬림 다수에 종속될 것이기 때문이었다. 마스터 타라 싱은 5월 5일 페틱-로렌스에게 이에 항의했다. 9월 초까지 시크교 지도자들은 이전의 거부에도 불구하고 장기 및 임시 제안 모두를 수락했다. 시크교도들은 종교적, 문화적 자치권 약속과 함께 인도 국가에 자신들을 귀속시켰다.

### 최종 협상

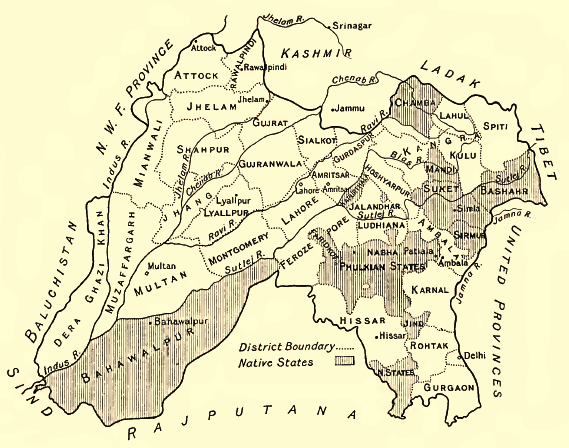
분할 전 펀자브 지방

1946년 3월, 영국 정부는 의회와 무슬림 연맹의 상충되는 요구를 해결하기 위한 방법을 찾기 위해 내각 사절단을 인도로 보냈다. 의회는 '진정한 무슬림 지역'으로 파키스탄이 형성되는 것을 허용하기로 동의했다. 시크교 지도자들은 암발라, 잘란다르, 라호르 지방과 물탄구의 일부 지구들을 포함하는 시크교 국가를 요구했지만, 이는 내각 대표단의 합의를 얻지 못했다. 진나와의 논의에서 내각 사절단은 구르다스푸르를 제외한 모든 무슬림 다수 지구를 포함하는 '작은 파키스탄' 또는 인도 연방 주권 하의 '큰 파키스탄'을 제안했다. 내각 사절단은 연방 계획 하의 인도 연합 제안으로 성공에 거의 근접했지만, 결국 실패했다.
1947년 3월, 마운트배튼 경은 1948년 6월 이전에 권력 이양을 달성하라는 명확한 위임을 받고 다음 총독으로 인도에 도착했다. 열흘에 걸쳐 마운트배튼은 펀자브의 동부 13개 지구(암리차르와 구르다스푸르 포함)를 제외하고 파키스탄 요구에 대한 의회의 동의를 얻어냈다. 그러나 진나는 버텼다. 마운트배튼과의 여섯 차례의 회담을 통해 그는 자신의 요구가 여섯 개의 완전한 지방에 대한 것이라고 계속 주장했다. 그는 총독이 펀자브와 벵골을 반으로 나누어 '좀먹은 파키스탄'을 만들고 있다며 "몹시 불평했다."
구르다스푸르 지구는 비무슬림들에게 중요한 쟁점으로 남아있었다. 펀자브 의회의 의원들은 마운트배튼의 비서실장 이즈메이 경과 주지사에게 구르다스푸르가 "비무슬림 지구"라고 주장했다. 그들은 구르다스푸르가 51%의 미미한 무슬림 다수를 가지고 있다고 해도 (그들은 오류라고 믿었지만), 무슬림들은 해당 지구 토지 수입의 35%만을 지불했다고 주장했다.
4월에 펀자브 주지사 에번 젠킨스는 마운트배튼에게 펀자브를 무슬림 및 비무슬림 다수 지구를 따라 분할할 것을 제안하고, 펀자브 입법 의회가 추천한 무슬림 2명과 비무슬림 2명으로 구성된 경계 위원회를 설립할 것을 제안했다. 그는 또한 고등법원의 영국인 판사를 위원회 의장으로 임명할 것을 제안했다. 진나와 무슬림 연맹은 지방 분할 아이디어에 계속 반대했으며, 시크교도들은 단 12개 지구(구르다스푸르 제외)만을 얻을 가능성에 대해 불안해했다. 이러한 상황에서 6월 3일 분할 계획이 발표되었으며, 이는 펀자브의 17개 지구는 파키스탄에, 12개 지구는 인도에 귀속되는 개념적 분할과 최종 경계를 결정할 경계 위원회 설립을 포함했다. 시알코티의 견해로는 이는 주로 시크교도들을 달래기 위함이었다.

## 과정 및 주요 인물
총독 루이 마운트배튼 경이 웨이벌 경의 후임으로 총독이 되기 전인 1947년 2월, 웨이벌 경은 이미 대략적인 국경선을 그어놓았다. 각 국가에 정확히 어떤 영토를 할당할지 결정하기 위해, 1947년 6월 영국은 시릴 래드클리프 경을 벵골과 펀자브를 위한 두 개의 경계 위원회 의장으로 임명했다.
위원회는 "무슬림과 비무슬림의 인접 다수 지역을 확인하는 것을 기반으로 펀자브 두 부분의 경계를 획정하라. 이 과정에서 다른 요소들도 고려할 것이다"라는 지시를 받았다. '다른 요소들'은 정의되지 않아 래드클리프에게 재량권을 주었지만, "자연 경계, 통신, 수로 및 관개 시스템"에 대한 결정과 사회 정치적 고려 사항을 포함했다. 각 위원회에는 또한 인도 국민회의에서 두 명, 무슬림 연맹에서 두 명의 대표가 있었다. 양측의 이해관계와 격렬한 관계 사이의 교착 상태를 고려할 때, 최종 결정은 본질적으로 래드클리프의 몫이었다.
1947년 7월 8일 인도에 도착한 래드클리프는 국경을 결정하는 데 단 5주밖에 주어지지 않았다. 그는 곧 그의 대학 동문인 마운트배튼과 만났고, 라호르와 콜카타로 가서 위원회 구성원, 주로 의회의 네루와 무슬림 연맹 회장인 진나와 만났다. 그는 짧은 기간에 이의를 제기했지만, 모든 당사자들은 영국이 8월 15일 인도에서 철수하기 전에 선이 완성되어야 한다고 주장했다. 마운트배튼은 조기 마감일 조건으로 총독직을 수락했다. 결정은 철수 며칠 전에 완료되었지만, 정치적 고려로 인해 인도와 파키스탄의 독립 승인 이틀 후인 1947년 8월 17일까지는 발표되지 않았다.

### 위원회 구성원
각 경계 위원회는 위원장(시릴 래드클리프), 인도 국민회의가 지명한 위원 2명, 무슬림 연맹이 지명한 위원 2명 등 총 5명으로 구성되었다.
벵골 경계 위원회는 C. C. 비스와스, B. K. 무케르지, 아부 살레 모하메드 아크람, 그리고 S.A. 라흐만 판사로 구성되었다.
펀자브 위원회의 구성원은 메르 찬드 마하잔, 테자 싱, 딘 모하메드, 그리고 무함마드 무니르 판사였다.

## 과정상의 문제점

### 경계 획정 절차

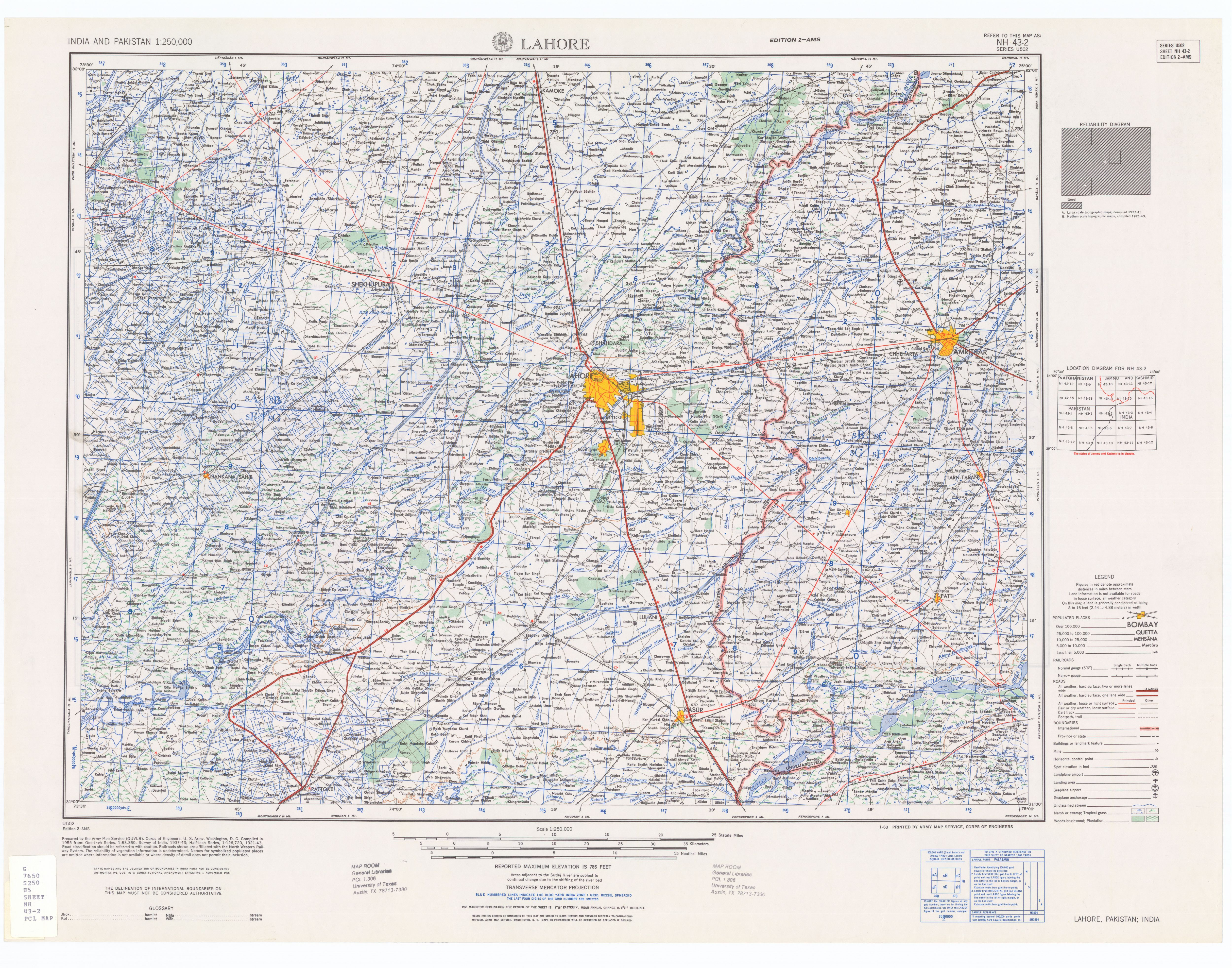
래드클리프 선의 펀자브 구간

래드클리프와 다른 위원들은 모두 법조인 출신으로, 주어진 임무에 필요한 전문 지식은 전혀 없었다. 그들은 경계를 그리는 데 필요한 잘 확립된 절차와 정보에 대해 조언해 줄 고문이 없었다. 또한 측량 및 지역 정보를 수집할 시간도 없었다. 유엔과 같은 일부 전문가 및 고문의 부재는 지연을 피하기 위한 의도적인 것이었다. 영국의 새로운 노동당 정부는 "전쟁으로 인한 막대한 빚 때문에 점차 불안정해지는 제국을 유지할 여유가 없었다." "외부 참가자, 예를 들어 유엔의 부재는 또한 자체 제국을 통치하거나 통치를 중단하는 데 외부 도움이 필요하다는 인상을 피하여 영국 정부가 체면을 살리려는 절박한 열망을 충족시켰다."

### 정치적 대표성
인도 국민회의와 무슬림 연맹의 정치인들에게 동등한 대표성을 부여한 것은 균형을 제공하는 것처럼 보였지만, 대신 교착 상태를 만들었다. 관계는 너무나 첨예해서 판사들은 "서로 말을 거의 할 수 없었"고, 의제는 너무나 달라서 어쨌든 별 의미가 없는 것 같았다. 설상가상으로, "라호르 시크교 판사의 아내와 두 자녀가 몇 주 전에 라왈핀디에서 무슬림에 의해 살해당했다."
사실, 선의 잘못된 쪽에 있는 힌두교도와 무슬림의 수를 최소화하는 것이 균형을 맞추는 유일한 고려 사항은 아니었다. 펀자브 국경 위원회는 시크교 공동체의 본거지인 지역 중앙을 통과하는 국경을 그어야 했다. 이슬레이 경은 영국이 1차 세계 대전에서 왕실을 위해 "인도군에 수천 명의 훌륭한 신병을 제공했다"고 말한 이 공동체에 더 많은 고려를 하지 않은 것을 후회했다. 그러나 시크교도들은 자신들의 공동체를 무슬림이 통치하는 국가에 두는 어떤 해결책에도 강경하게 반대했다. 게다가, 많은 이들이 자신들의 주권 국가를 주장했지만, 다른 누구도 이에 동의하지 않았다.
마지막으로, 어떠한 대표성도 가지지 못한 공동체들이 있었다. 벵골 국경 위원회 대표들은 주로 누가 콜카타를 차지할 것인가 하는 문제에 관심을 가졌다. 벵골의 치타공 구릉지대에 거주하는 불교 부족들은 공식적인 대표성이 없었으며, 분할 후 이틀이 지나도록 자신들의 상황에 대비할 정보가 전혀 없었다.
상황을 해결할 수 없고 긴급하다고 판단한 래드클리프는 모든 어려운 결정을 스스로 내렸다. 이는 처음부터 불가능했지만, 래드클리프는 자신에게 아무런 의심도 없었고 상황을 바꾸기 위한 공식적인 불평이나 제안도 하지 않았다.

### 지역 지식
래드클리프는 임명되기 전에는 인도를 방문한 적이 없었고, 그곳에 아는 사람도 없었다. 영국인과 다투는 정치인 모두에게 이러한 중립성은 자산으로 여겨졌다. 그는 영국을 제외한 어떤 당사자에게도 편견이 없다고 여겨졌다. 그의 개인 비서인 크리스토퍼 보몬트만이 펀자브의 행정과 삶에 익숙했다. 편파성 없는 모습을 유지하고 싶었던 래드클리프는 또한 마운트배튼 총독과 거리를 두었다.
어떤 지식으로도 갈등을 완전히 피할 수 있는 선을 만들어낼 수는 없었다. 이미 "펀자브와 벵골의 종파 폭동은 영국의 빠르고 품위 있는 철수에 대한 희망을 어둡게 만들었다." "남아시아 탈식민주의 무질서의 많은 씨앗은 훨씬 일찍, 즉 1세기 반 동안 이 지역의 많은 부분에 대한 직접적이고 간접적인 영국 통제 속에서 뿌려졌지만, 수많은 책들이 증명했듯이, 분할이라는 복잡한 비극에서 필연적인 것은 아무것도 없었다."

### 서두름과 무관심
래드클리프는 자신이 무엇을 하든 사람들이 고통받을 것이라는 뻔한 말로 가벼운 분할을 정당화했다. 이 정당화의 배후에 있는 생각은 아마도 결코 알려지지 않을 것이다. 왜냐하면 래드클리프는 "인도를 떠나기 전에 모든 서류를 파괴했기 때문"이다. 그는 심지어 경계선이 발표되기도 전인 독립기념일에 떠났다. 래드클리프 자신도 인정했듯이, 그는 인도의 기후에 대한 부적합성과 인도를 떠나고 싶은 열망에 크게 영향을 받았다.
시행은 국경을 그리는 과정만큼이나 성급했다. 1947년 8월 16일 오후 5시, 인도와 파키스탄 대표들은 복사본을 검토할 두 시간을 부여받았고, 래드클리프 상은 8월 17일에 발표되었다.

### 비밀 유지
분쟁과 지연을 피하기 위해 분할은 비밀리에 진행되었다. 최종 판정은 8월 9일과 12일에 준비되었지만, 분할 후 이틀이 지나서야 발표되었다.
리드와 피셔에 따르면, 네루와 파텔이 8월 9일 또는 10일에 마운트배튼이나 래드클리프의 인도인 보좌관을 통해 펀자브 판정의 내용을 비밀리에 통보받았다는 일부 정황 증거가 있다. 어떻게 되었든, 판정은 변경되어 무슬림 다수 페로제푸르구의 돌출된 부분(두 무슬림 다수 테실인 피로즈푸르와 지라로 구성)이 파키스탄이 아닌 인도의 영역 내에 수틀레지 운하의 동쪽에 위치하게 되었다. 이 변경에는 두 가지 분명한 이유가 있었다. 해당 지역에 군수품 창고가 있었고, 인도로 편입될 비카네르 왕국을 관개하는 운하의 수원지가 있었기 때문이다.

### 이행
분할 이후, 신생 인도와 파키스탄 정부는 국경을 이행하는 모든 책임을 떠안게 되었다. 8월 라호르를 방문한 마운트배튼 총독은 급히 펀자브 국경군을 조직하여 라호르 주변의 평화를 유지하게 했지만, 5만 명의 병력으로는 수천 건의 살인을 막기에 역부족이었고, 이 중 77%는 시골 지역에서 발생했다. 영토의 규모를 고려할 때, 병력은 1제곱 마일당 1명 미만에 불과했다. 이는 도시를 보호하기에도 턱없이 부족했고, 파키스탄이 될 지역에서 집을 떠나 피난하던 수십만 명의 난민 행렬은 더욱 보호할 수 없었다.
인도와 파키스탄 모두 국경의 잘못된 편에 위치한 마을의 반란을 지지함으로써 합의를 위반하는 것을 꺼려했는데, 이는 국제 무대에서 체면을 잃고 영국이나 유엔이 개입해야 할 수도 있었기 때문이다. 국경 분쟁은 1947년, 1965년, 그리고 1971년에 세 차례의 전쟁과 1999년 카르길 분쟁으로 이어졌다.

## 분쟁
래드클리프 선의 치타공 구릉지대와 구르다스푸르구 할당과 관련하여 분쟁이 있었다. 또한 벵골의 말다, 쿨나, 무르시다바드 지구와 아삼의 카림간지 하위 구역을 둘러싸고 분쟁이 발생했다.
구르다스푸르의 무슬림 다수 테실 외에도 래드클리프는 암리차르 지구의 무슬림 다수 테실 아지날라, 페로제푸르 지구의 지라와 피로제푸르, 잘란다르 지구의 나코다르와 잘란다르를 파키스탄 대신 인도에 할당했다. 반면에 각각 비무슬림 인구가 97%와 51%인 치타공 구릉지대와 쿨나는 파키스탄에 할당되었다.

### 펀자브

#### 페로제푸르 지구
인도 역사가들은 이제 마운트배튼이 인도를 위해 페로제푸르 할당에 영향을 미쳤을 가능성이 있다는 것을 인정한다. 후에 파키스탄으로 흐르는 수틀레지 강과 합류하는 비아스 강의 수원은 페로제푸르에 위치해 있었다. 의회 지도자 네루와 마운트배튼 총독은 래드클리프에게 수원지가 파키스탄으로 넘어가서는 안 된다고 로비했다.

#### 구르다스푸르 지구

1891-1941년 구르다스푸르 지역의 무슬림 및 비무슬림 인구 (인구 조사 자료 기준). 1881년 인구 조사에서는 비무슬림이 52.49%로 다수였으나, 이후 수십 년 동안 무슬림 인구 비율이 증가하여 1930년대에는 다수가 되었다.

구르다스푸르 지구는 라비강에 의해 지리적으로 나뉘었으며, 서쪽 강변에는 샤카르가르 테실이, 동쪽 강변에는 파탄코트, 구르다스푸르, 바탈라 테실이 있었다. 가장 큰 규모의 샤카르가르 테실은 파키스탄에 할당되었다. (이후 나로왈 지구로 병합되었다.) 동쪽 세 테실은 인도에 할당되었다. (파탄코트는 결국 동펀자브에 별도의 지구로 만들어졌다.) 이 지구의 분할에 따라 두 국가 간에 인구 이동이 일어났으며, 무슬림은 파키스탄으로 떠나고 힌두교도와 시크교도는 그곳에서 도착했다.
구르다스푸르 지구 전체는 간신히 무슬림이 50.2%로 다수였다. (인도 독립법에 첨부된 '개념적' 판정에서는 구르다스푸르 지구 전체가 무슬림 다수 51.14%로 파키스탄으로 지정되었다. 1901년 인구 조사에서 구르다스푸르 지구의 인구는 무슬림 49%, 힌두교 40%, 시크교 10%였다.) 파탄코트 테실은 주로 힌두교도였으며, 다른 세 테실은 무슬림 다수였다. 결과적으로 샤카르가르만 파키스탄에 할당되었다.
래드클리프는 구르다스푸르의 경우 개념적 할당에서 벗어난 이유가 암리차르 지구를 관개하는 운하의 수원지가 구르다스푸르 지구에 있었고, 이를 하나의 행정 구역 하에 두는 것이 중요했기 때문이라고 설명했다. 래드클리프는 1946년 2월 웨이벌 경의 추론에 동의했을 수도 있다. 즉, 구르다스푸르는 암리차르 지구와 함께 가야 했고, 암리차르 지구는 시크교 성지가 있었기 때문에 파키스탄에 속할 수 없었다는 것이다. 게다가 암리차르에서 파탄코트로 가는 철도 노선은 바탈라와 구르다스푸르 테실을 통과했다.
파키스탄인들은 세 테실을 인도에 할당한 것이 마운트배튼 경이 인도에 잠무 카슈미르로 가는 육로를 제공하기 위해 판정을 조작한 것이라고 주장한다. 그러나 쉬린 일라히는 카슈미르로 가는 육로가 전적으로 힌두교 다수 파탄코트 테실 내에 있었다고 지적한다. 바탈라와 구르다스푸르 테실을 인도에 할당한 것은 카슈미르 육로에 영향을 미치지 않았다.

#### 구르다스푸르의 인도 할당 및 카슈미르 분쟁에 대한 파키스탄의 견해
파키스탄 관리들과 논평가들은 래드클리프 판정이 마운트배튼의 영향을 받았으며, 카슈미르가 인도로 편입되는 것을 용이하게 하기 위해 구르다스푸르의 세 테실이 인도에 할양되었다고 주장한다. 이러한 견해를 지지하며, 일부 학자들은 인도에 대한 할당이 "시크교의 요구와 거의 관련이 없었으며, 인도에 잠무와 카슈미르로 가는 도로 연결을 제공하는 것과 훨씬 더 관련이 있었다"고 주장한다.
임시 행정을 위해 이미 발효된 '개념적' 판정에 따르면, 구르다스푸르 지구 전체는 무슬림 다수라는 이유로 파키스탄에 할당되었다. 8월 14일부터 17일까지 무슈타크 아흐메드 치마는 구르다스푸르 지구의 부국장으로 재직했지만, 이틀 지연 후 해당 지구의 대부분이 파키스탄이 아닌 인도에 할당되었다는 발표가 나자 치마는 파키스탄으로 떠났다. 구르다스푸르 지구의 대부분, 즉 네 개의 하위 지구 중 세 개가 인도에 할당되어 인도에 카슈미르로의 실질적인 육로 접근권을 주었다. 이는 파키스탄에 큰 타격이 되었다. 진나와 파키스탄의 다른 지도자들은 이 판정을 '불공정하고 이해할 수 없으며 비뚤어진 것'이라고 비난했다.
래드클리프 경계 위원회 이전에 무슬림 연맹을 대표했던 무함마드 자파룰라 칸은 경계 위원회가 허구였다고 진술했다. 마운트배튼과 의회 지도자들 사이에 이미 비밀 거래가 성사되었다는 것이다. 경계 위원회의 비무슬림 위원 두 명 중 한 명인 메르 찬드 마하잔은 자서전에서 자신이 경계 위원으로 선정되었을 때, 위원회는 단지 허구이고 결정은 실제로 마운트배튼 자신이 내릴 것이라고 믿었기 때문에 초대를 수락하지 않으려 했다고 인정했다. 카슈미르에 대한 사건을 유엔 안전 보장 이사회에 제출할 때 파키스탄 정부가 래드클리프 판정의 마지막 순간 변경에 대한 마운트배튼에 대한 혐의를 공식적으로 제기하지 않은 것은 영국 측의 압력 때문이었다.
자파룰라 칸은 사실 테실을 단위로 채택했다면 파키스탄은 페로제푸르 지구의 페로제푸르와 지라 테실, 줄룬두르 지구의 줄룬두르와 나코다르 테실, 그리고 호시아르푸르 지구의 다수야 테실을 얻었을 것이라고 진술한다. 그렇게 그려진 선은 또한 파키스탄에게 카푸르탈라 왕국(무슬림 다수였던)을 주어 파키스탄 내에 암리차르 지구 전체를 포함하게 했을 것이고, 암리차르 지구에서는 아지날라 테실만이 무슬림 다수였다. 또한 파키스탄에게 구르다스푸르 지구의 샤카르가르, 바탈라, 구르다스푸르 테실을 주었을 것이다. 만약 경계가 도압스를 따라갔다면 파키스탄은 이미 개념적 분할에 따라 서펀자브에 속하게 된 구르다스푸르 지구를 포함한 16개 지구뿐만 아니라, 구르다스푸르 북동쪽에 위치한 산악 지대의 칸그라 지구(약 93% 힌두교도)도 얻을 수 있었을 것이다. 또는 위원회의 구획을 따를 수도 있었다. 이러한 단위 중 어느 것을 채택했더라도 현재의 경계선보다 파키스탄에게 더 유리했을 것이다. 테실이 가장 유리한 단위였다. 그러나 샤카르가르를 제외한 위에서 언급된 모든 무슬림 다수 테실은 인도에 할양되었고, 파키스탄은 펀자브에서 비무슬림 다수 지구 또는 테실을 받지 못했다. 자파룰라 칸은 래드클리프가 지구, 테실, 타나, 심지어 마을 경계까지 사용하여 펀자브를 분할하여 파키스탄에게 매우 불리한 방식으로 경계선을 그렸다고 진술한다.
자파룰라 칸에 따르면, 바탈라와 구르다스푸르 테실을 인도에 할당한 것이 카슈미르에 '영향을 미치지 않았다'는 주장은 너무 비약적이다. 만약 바탈라와 구르다스푸르가 파키스탄에 속했다면, 파탄코트 테실은 고립되고 차단되었을 것이다. 인도가 호시아르푸르 지구를 통해 파탄코트에 접근할 수 있었더라도, 군사 이동에 필요한 도로, 교량 및 통신 시설을 건설하는 데는 상당한 시간이 걸렸을 것이다.

#### '구르다스푸르의 인도 할당 및 카슈미르 분쟁'에 대한 평가
스탠리 울퍼트는 래드클리프가 초기 지도에서 구르다스푸르 지구를 파키스탄에 할당했지만, 네루와 마운트배튼의 새로운 펀자브 국경에 대한 가장 큰 우려 중 하나는 구르다스푸르가 파키스탄으로 가지 않도록 하는 것이었다고 기록한다. 이는 인도가 카슈미르로 가는 직접적인 육로 접근권을 잃게 될 것이기 때문이었다. 유네스코의 '역사' 주요 프로젝트의 일부인 "이슬람 문화의 다양한 측면"에 따르면, 최근 공개된 분할 역사 문서는 파키스탄으로부터 카슈미르를 빼앗기 위한 영국과 인도 최고 지도부 간의 공모를 보여준다. 알라스테어 램은 최근 기밀 해제된 문서를 연구한 결과, 마운트배튼이 네루와 공모하여 래드클리프에게 동펀자브의 무슬림 다수 지역인 구르다스푸르를 인도에 할당하도록 압력을 가하여 인도에 카슈미르로 가는 유일한 접근로를 제공했다는 것을 설득력 있게 증명했다. 앤드류 로버츠는 마운트배튼이 인도-파키스탄 국경을 속였다고 믿으며, 페로제푸르의 경우 게리맨더링이 발생했다면 마운트배튼이 래드클리프에게 압력을 가하여 구르다스푸르가 인도에 편입되도록 하여 인도에 카슈미르로 가는 도로 접근권을 제공했다는 것을 믿기 어렵지 않다고 말한다.
페리 앤더슨은 마운트배튼이 래드클리프에게 어떠한 영향력도 행사하거나 그의 발견에 대해 알지 못하도록 되어 있었음에도 불구하고, 아마도 네루의 지시에 따라 막후에서 개입하여 판정을 변경했다고 말한다. 그는 무슬림 다수 구르다스푸르 지역을 파키스탄 대신 인도에 할당하도록 래드클리프를 설득하는 데 거의 어려움이 없었으며, 이로써 인도에 델리에서 카슈미르로 가는 유일한 도로 접근권을 제공했다.
그러나 일부 영국 작품들은 판정이 작성될 때 '카슈미르국은 누구의 마음속에도 없었으며' 파키스탄인들조차 인도군이 카슈미르에 실제로 진입하기 전까지는 구르다스푸르의 중요성을 깨닫지 못했다고 시사한다. 물론 마운트배튼과 래드클리프 모두 이러한 혐의를 강력히 부인했다. 카슈미르 문제와 관련된 마운트배튼의 서류가 인도 사무실 도서관 및 기록 보관소에서 무기한으로 학자들에게 비공개되어 있기 때문에 카슈미르 비극에 대한 개인적인 책임을 정확히 수량화하는 것은 불가능하다.

### 벵골

#### 치타공 구릉지대
| 치타공 구릉지대 종교, 1931년 | 치타공 구릉지대 종교, 1931년 | 치타공 구릉지대 종교, 1931년 | 치타공 구릉지대 종교, 1931년 | 치타공 구릉지대 종교, 1931년 |
| ---------------------------- | ---------------------------- | ---------------------------- | ---------------------------- | ---------------------------- |
| 종교                         |                              |                              |                              | 점                           |
| 이슬람교                     | 이슬람교                     |                              | 3.85%                        | 3.85%                        |
| 힌두교                       | 힌두교                       |                              | 17.27%                       | 17.27%                       |
| 애니미즘                     | 애니미즘                     |                              | 5.52%                        | 5.52%                        |
| 불교                         | 불교                         |                              | 72.98%                       | 72.98%                       |
| 기타                         | 기타                         |                              | 0.38%                        | 0.38%                        |

치타공 구릉지대는 비무슬림 인구가 97%에 달했지만(대부분 불교도), 파키스탄에 할당되었다. 치타공 구릉지대 인민 협회(CHTPA)는 벵골 경계 위원회에 CHT가 대부분 비무슬림에 의해 거주하고 있으므로 인도에 남아있어야 한다고 청원했다. 치타공 구릉지대는 1900년부터 제외된 지역이었고 벵골의 일부가 아니었다. 벵골의 일부가 아니었기 때문에 콜카타의 벵골 입법부에는 대표가 없었다. 공식적인 대표성이 없었기 때문에 이 문제에 대한 공식적인 논의는 없었고, 인도 측의 많은 사람들은 CHT가 인도에 할당될 것이라고 추정했다.
1947년 8월 15일, 차크마족과 기타 토착 불교도들은 치타공 구릉지대 수도인 랑가마티에서 인도 국기를 게양하며 독립 기념일을 축하했다. 1947년 8월 17일 라디오를 통해 파키스탄과 인도의 국경이 발표되자 그들은 치타공 구릉지대가 파키스탄에 할당되었다는 사실을 알고 충격을 받았다. 파키스탄군 발루치 연대는 일주일 후 치타공 구릉지대에 진입하여 총칼로 인도 국기를 내렸다. 치타공 구릉지대를 파키스탄에 준 이유는 인도에서 접근하기 어렵고 주요 도시이자 항구인 치타공 (현재 방글라데시에 있음)을 지원할 실질적인 농촌 완충지대를 제공하기 위함이었다. 파키스탄 옹호자들은 벵골 국경 위원회에 유일한 접근로는 치타공을 통하는 것이라고 강하게 주장했다.
원주민들은 인도 지도부에게 도움을 청하기 위해 스네하 쿠마르 차크마가 이끄는 대표단을 델리로 보냈다. 스네하 쿠마르 차크마는 사르다르 파텔에게 전화로 연락했다. 사르다르 파텔은 기꺼이 도울 의향이 있었지만, 스네하 쿠마르 차크마에게 판디트 네루 총리에게 도움을 요청하도록 주장했다. 그러나 네루는 치타공 구릉지대에서의 군사 분쟁이 영국을 인도로 다시 끌어들일까 두려워 도움을 거부했다.

#### 말다 지구
래드클리프가 내린 또 다른 논쟁적인 결정은 벵골의 말다 지구의 분할이었다. 지구 전체는 약간의 무슬림 다수였지만, 분할되어 말다 마을을 포함한 대부분이 인도로 넘어갔다. 이 지구는 1947년 8월 15일 이후 3-4일 동안 동파키스탄 행정부 하에 남아 있었다. 판정이 공개된 후에야 말다에서 파키스탄 국기가 인도 국기로 교체되었다.

#### 쿨나 및 무르시다바드 지구
쿨나 지구 (약간의 힌두교도 다수 51%)는 무르시다바드 지구 (무슬림 70% 다수) 대신 동파키스탄에 할당되었고, 무르시다바드 지구는 인도로 넘어갔다. 그러나 무르시다바드에는 파키스탄 국기가 3일 동안 게양되어 있었으며, 1947년 8월 17일 오후에 인도 국기로 교체되었다.

#### 카림간지
아삼의 실렛 지구는 주민투표에 따라 파키스탄에 편입되었다. 그러나 (무슬림 다수인) 카림간지 하위 구역은 실렛에서 분리되어 인도에 할당되었으며, 1983년에 별도의 지구가 되었다. 2001년 인도 인구 조사 기준으로 카림간지 지구는 현재 52.3%의 무슬림 다수를 차지하고 있다.

## 유산

### 유산과 역사학
국경에 관한 시리즈의 일환으로, 설명 뉴스 사이트인 복스는 "래드클리프 선이 펀자브를 변화시킨 방식과 그 영원한 영향"을 다루는 에피소드를 선보였다. 여기에는 "수세기 동안 이어져 온 시크교 순례를 방해하고" "모든 신앙의 펀자브인들을 서로 갈라놓은" 것이 포함되었다.

### 방공
분할 이후 수십 년 동안 래드클리프 선은 지정학적 기능 외에도 추가적인 중요성을 얻었다. 냉전기와 이후 인도-파키스탄 분쟁 동안 인도 공군과 파키스탄 공군은 국경의 주요 구간에 레이더 기지를 설치하여 공중 침입에 대한 조기 경보를 제공했다. 이들 레이더 부대는 특히 1965년과 1971년 전쟁 동안 펀자브와 잠무 지역의 방공망에 필수적인 부분이 되었다.

### 예술적 묘사
분할 결과의 결정적인 요인이었던 래드클리프 선과 판정 과정은 많은 영화, 서적 및 기타 인도 분할의 예술적 묘사에서 언급되었다. 그러나 판정을 특별히 기념하거나 그 과정과 관련된 인물들의 이야기를 자세히 다룬 경우는 비교적 드물었다.
주목할 만한 묘사 중 하나는 영국 극작가 하워드 브렌턴이 쓴 연극인 라인 그리기이다. 브렌턴은 이 연극을 쓰게 된 동기에 대해 인도 휴가 중 가족들이 새로운 국경을 넘어 도망쳐 온 이야기를 들으면서 래드클리프 선의 이야기에 처음 관심을 갖게 되었다고 말했다.
시릴 래드클리프를 양심과 씨름하는 인물로 묘사한 것을 옹호하며 브렌턴은 이렇게 말했다. "래드클리프가 방갈로에서 영혼의 어두운 밤을 보냈다는 단서가 있었습니다. 그는 수수료를 받기를 거부했고, 모든 서류와 초안 지도를 수집하여 영국으로 가져가 불태웠습니다. 그리고 그는 가족에게조차 무슨 일이 있었는지 한마디도 하지 않았습니다. 이 세부 사항들을 발견했을 때 제 극작가적인 두뇌는 과도하게 작동했습니다."
인도 영화 제작자 람 마드바니는 래드클리프가 그었던 선을 후회하는 있을 법한 시나리오를 탐구하는 9분짜리 단편 영화를 만들었다. 이 영화는 W. H. 오든의 분할에 관한 시에서 영감을 받았다.
시각 예술가 자리나 하쉬미, 살리마 하쉬미, 날리니 말리니, 리나 사이니 칼라트 그리고 프리티카 초드리는 래드클리프 선을 묘사한 드로잉, 판화 및 조각을 제작했다.

## 같이 보기
- 인도-파키스탄 국경
- 커즌 라인
- 인도-방글라데시 영토 교환
- 맥마흔 라인
- 듀랜드 라인
- 사이크스-피코 협정
- 라즈카히니

## 내용주
1. ↑  Schofield, Kashmir in Conflict (2003, 35쪽): Wavell, however, had made a more significant political judgement in his plan, submitted to the secretary of state, Lord Pethick-Lawrence, in February 1946: 'Gurdaspur must go with Amritsar for geographical reasons and Amritsar being sacred city of Sikhs must stay out of Pakistan... Fact that much of Lahore district is irrigated from upper Bari Doab canal with headworks in Gurdaspur district is awkward but there is no solution that avoids all such difficulties.'
2. ↑  그러나 1941년 무슬림이 펀자브 전체 인구의 약 53%를 차지했지만, 파키스탄은 펀자브 전체 면적의 약 58%를 차지했으며, 가장 비옥한 지역 중 더 많은 부분을 포함했다.[출처 필요]

## 출전
- Ahmed, Ishtiaq (2013), 《Pakistan – The Garrison State: Origins, Evolution, Consequences (1947–2011)》, Oxford University Press Pakistan, ISBN 978-0-19-906636-0
- Chester, Lucy (February 2002), “The 1947 Partition: Drawing the Indo-Pakistani Boundary”, 《American Diplomacy》, 2011년 6월 28일에 원본 문서에서 보존된 문서, 2007년 1월 22일에 확인함
- Datta, V. N. (2002), 〈Lord Mountbatten and the Punjab Boundary Commission Award〉,   S. Settar; Indira B. Gupta, 《Pangs of Partition: The parting of ways》, Manohar, 13–39쪽, ISBN 978-81-7304-306-2
  - Datta, V. N. (1998), “The Punjab Boundary Commission Award (12 August, 1947)”, 《Proceedings of the Indian History Congress》 59: 850–862, JSTOR 44147058
- Dhulipala, Venkat (2015), 《Creating a New Medina》, Cambridge University Press, ISBN 978-1-107-05212-3
- Jalal, Ayesha (2002), 《Self and Sovereignty: Individual and Community in South Asian Islam Since 1850》, Routledge, ISBN 978-1-134-59937-0
- 맨서그, 니콜라스, 편집. The Transfer of Power, 1942–7. (12권)
- Mishra, Pankaj (2007년 8월 13일). “Exit Wounds”. 《더 뉴요커》.
- Read, Anthony; Fisher, David (1998), 《The Proudest Day: India's Long Road to Independence》, New York: W. W. Norton & Company, ISBN 9780393045949
- Schofield, Victoria (2003) [First published in 2000], 《Kashmir in Conflict》, London and New York: I. B. Taurus & Co, ISBN 978-1860648984
- Sialkoti, Zulfiqar Ali (2014), “An Analytical Study of the Punjab Boundary Line Issue during the Last Two Decades of the British Raj until the Declaration of 3 June 1947” (PDF), 《Pakistan Journal of History and Culture》 XXXV (2)
- Smitha, F. (2001). “The US and Britain in Asia, to 1960”. 《MacroHistory website》.
- Tan, Tai Yong; Kudaisya, Gyanesh (2000), 《The Aftermath of Partition in South Asia》, Routledge, ISBN 978-1-134-44048-1

## 더 읽어보기
- India: Volume XI: The Mountbatten Viceroyalty-Announcement and Reception of 3 June Plan, 31 May-7 July 1947. J.R. Wood의 서평. "Dividing the Jewel: Mountbatten and the Transfer of Power to India and Pakistan". Pacific Affairs, Vol. 58, No. 4 (겨울, 1985–1986), pp. 653–662. JSTOR 2758474
- Berg, E., and van Houtum, H. Routing borders between territories, discourses, and practices (p. 128).
- Chester, Lucy P. Borders and Conflict in South Asia: The Radcliffe Boundary Commission and the Partition of Punjab. Manchester UP, 2009.
- Collins, L., and Lapierre, D. (1975) 자정의 자유.
- Collins, L., and Lapierre, D. Mountbatten and the Partition of India. Delhi: Vikas Publishing House, 1983.
- Heward, E. The Great and the Good: A Life of Lord Radcliffe. Chichester: Barry Rose Publishers, 1994.
- Mishra, Pankaj (2007년 8월 13일). “Exit Wounds”. 《더 뉴요커》.
- Moon, P. The Transfer of Power, 1942–7: Constitutional Relations Between Britain and India: Volume X: The Mountbatten Viceroyalty – Formulation of a Plan, 22 March–30 May 1947. "Dividing the Jewel" 서평 at JSTOR
- Moon, Blake, D., and Ashton, S. The Transfer of Power, 1942–7: Constitutional Relations Between Britain and India: Volume XI: The Mountbatten Viceroyalty Announcement and Reception of the 3rd June Plan 31 May–7 July 1947. "Dividing the Jewel" 서평 at JSTOR
- Tunzelmann, A. Indian Summer. Henry Holt.
- Wolpert, S. (1989). A New History of India, 3rd ed. New York: Oxford University Press.